# Joe Kaeser
Josef (Joe) Kaeser, né le 23 juin 1957 à Arnbruck (Bavière), est un dirigeant d'entreprise allemand. Il est entre 2013 et 2021 président-directeur général du conglomérat allemand Siemens.

## Origines et formation
Natif du village bavarois d'Arnbruck, Joe Kaeser poursuit des études d'économie avant d'intégrer le groupe Siemens, au sein duquel il poursuit l'intégralité de sa carrière

## Carrière
Il rejoint Siemens en 1980, où il occupera diverses fonctions dans plusieurs pays (Malaisie, États-Unis) avant de devenir directeur de la stratégie en 2004. 
D'avril 2001 à septembre 2004, Kaeser a été membre du conseil d'administration de la division IC Mobile et directeur financier de la division. Le 1er mai 2006, Kaeser prend la direction du Corporate Finance, succédant à Heinz-Joachim Neubürger au poste de CFO du groupe lorsque celui-ci a quitté l'entreprise à la suite du scandale de corruption. Kaeser a également été accusé de complicité et de tolérance de pratiques de corruption au sein du groupe Siemens. Il a néanmoins clamé son innocence et n'a jamais été poursuivi.
En 2013, à la suite de résultats jugés décevants, il prend la tête de l'entreprise en remplacement de Peter Löscher, nommé à l'unanimité par le conseil de surveillance,.
En tant que PDG de Siemens, il gagne 9,27 millions d'euros en 2020, ce qui fait de lui l'un des plus hauts revenus des sociétés du DAX.
En février 2021, il est remplacé à la tête de Siemens par Roland Busch.

## Prises de position
À l'approche des élections fédérales de 2021, Kaeser se prononce en faveur d'Annalena Baerbock, du parti Alliance 90/Les Verts.

## Vie personnelle
Il a été réputé pour sa moustache (surnommé "le manager moustachu") , qu'il a longuement arboré jusqu'à son accession à la tête de Siemens.
Il a internationalisé son prénom Josef en "Joe" à la suite de ses expériences professionnelles à l'étranger, notamment en Californie, aux États-Unis.

## Polémiques
En mars 2014, peu après l’annexion de la Crimée par la Russie, Kaeser se rend à Moscou et y rencontre Vladimir Poutine. Pour Norbert Röttgen (CDU), président de la commission des affaires étrangères du Bundestag : « Les actions de Kaeser montrent soit qu'il n'a pas compris la signification géopolitique de la crise, soit qu'il a placé les intérêts individuels de son entreprise au-dessus des intérêts non seulement de Allemagne, mais de l’Europe et de l’Occident tout entier. »
En novembre 2017, Kaeser annonce qu'il supprimerait 6 900 emplois chez Siemens, dont environ la moitié en Allemagne. Cela a été largement critiqué. En mai 2018, il est finalement annoncé que l'usine d'Erfurt ne serait pas vendue et que les sites de Görlitz et Leipzig ne seraient pas fermés.
En 2018, lorsque des représentants internationaux du monde des affaires et de la politique ont annulé leur participation à une conférence d'investisseurs prévue à Riyad après la disparition inexpliquée du journaliste Jamal Khashoggi, Kaeser - qui est membre du conseil consultatif de la conférence - maintient sa participation jusqu'à la fin. Il a ensuite été critiqué par plusieurs hommes politiques qui a appelé les chefs d'entreprises allemandes à ne pas soutenir la conférence des investisseurs à Riyad tant que le cas Khashoggi n'aura pas été clairement clarifié. La veille du début de la conférence, Kaeser annule finalement sa participation et a qualifié de « barbare » le meurtre désormais reconnu de Khashoggi. Il considère que la déclaration officielle de l'Arabie Saoudite selon laquelle il s'agit d'un accident est « peu crédible ». La raison de ses hésitations aurait été une commande d'un milliard de dollars qui était sur le point d'être exécutée.
En 2020, Joe Kaeser est cité pour sa responsabilité dans les projets climaticides menés par le groupe Adani  de la mine de charbon Carmichael en Australie.